# Neodon lhozhagensis
Neodon lhozhagensis és una espècie de mamífer rosegador de la família dels cricètids. És endèmic del sud-est del Tibet, on viu a altituds d'entre 2.800 i 4.000 msnm. Els seus hàbitats naturals són els boscos de bambú, els boscos de coníferes i els matollars. És un arvicolí gros, amb una llargada de cap a gropa de 110-130 mm i la cua de 50-65 mm. Té el pelatge dorsal de color negre-marró fosc i el ventral de color pissarra negrenc. El nom específic lhozhagensis significa ‘de Lhozhag’ en llatí. Com que fou descoberta fa poc, l'estat de conservació d'aquesta espècie encara no ha estat avaluat formalment.